# Calvin Harrison
Calvin Harrison (* 20. Januar 1974 in Orlando) ist ein ehemaliger US-amerikanischer Leichtathlet, der sich auf den 400-Meter-Lauf spezialisiert hat.
Er und sein Zwillingsbruder Alvin Harrison schrieben Geschichte, als sie als erstes Zwillingspaar bei den Olympischen Spielen der Neuzeit gemeinsam Sieger in einem Staffelwettbewerb wurden. Zusammen mit Michael Johnson und Antonio Pettigrew gewannen sie bei den Olympischen Spielen 2000 in Sydney die Goldmedaille in der 4 × 400-m-Staffel. Diese Medaille wurde ihnen jedoch am 2. August 2008 wegen eines Dopingvergehens von Antonio Pettigrew aberkannt.
Calvin Harrison selbst wurde 2004 wegen der Einnahme der verbotenen Substanz Modafinil für zwei Jahre gesperrt, verpasste deshalb die Teilnahme an den Olympischen Spielen 2004 in Athen und verlor seine Goldmedaille aus der 4 × 400-m-Staffel bei den Leichtathletik-Weltmeisterschaften 2003 in Paris. Sein Bruder Alvin wurde wegen Missbrauchs diverser leistungssteigernder Mittel sogar für vier Jahre gesperrt.
Calvin Harrison hatte bei einer Körpergröße von 1,86 m ein Wettkampfgewicht von 75 kg.

## Bestleistungen
- 200 m: 20,96 s, 21. April 2002, Walnut
- 400 m: 44,64 s, 8. September 2000, Brisbane